# Cratere Ibragimov
Ibragimov  è un cratere sulla superficie di Marte.